# 山叶寅楠
山葉寅楠（日语：／ Yamaha Torakusu，1851年5月20日—1916年8月8日）是一名日本商人和企業家，山葉企業的創始人。
山葉寅楠是日本第一家簧風琴製造商，他在濱松成立日本樂器製造株式會社，生產風琴和其他樂器，包括鋼琴和口琴。後來為了紀念他，日本樂器製造株式會社更名為山葉株式會社。

## 早期生活
山葉寅楠於1851年5月20日（嘉永4年4月20日）出生於紀伊國和歌山城，是紀州藩下級武士山葉孝之助的第三個兒子。父親是紀州藩的天文學家，讓山葉寅楠接觸到有關天文學的書籍。因此山葉寅楠除了對武術和劍道感興趣外，還對機器和技術著迷。在他20多歲時，隨著1868年明治維新的到來，日本社會發生迅速的變化，由於這個時代給日本帶來了西方化和新技術的引入，山葉寅楠看到了許多機會。1871年，山葉寅楠前往長崎，在一位英國工程師的指導下開始學習製錶。經過幾年的培訓，山葉寅楠成為一名錶匠，後來又對醫療設備感興趣。隨後，山葉寅楠搬到大阪學習醫療設備，他住在一家醫療設備商店後面。
1886年，35歲的山葉寅楠搬到濱松，以修理醫療設備為職業。然而由於當時濱松只是一個小城鎮，山葉寅楠無法以修理醫療設備為生，所以他也修理手錶，並為醫院院長擔任人力車夫。當地濱松尋常小學（今濱松市立元城小學）請他修理他們壞掉的風琴，因為鎮子很小，他們沒有人有資格修理風琴。接受了這個提議，山葉寅楠很快發現了問題的原因，即兩個斷裂的彈簧，並研究了彈簧，打算自己生產。山葉寅楠還得到濱松醫院院長的財政幫助。隨後，山葉寅楠在醫療設備工作的一位同事的幫助下，在一個單間車間開始了這個項目。
1887年，在項目開始兩個月後，山葉寅楠和他的同事製作了第一台日本製的簧風琴。在收到負面評論後，山葉寅楠搬到東京的音樂系附近。為了把風琴送到大學，他背著它走了250公里的路程。在向大學展示了該樂器後，教授們說該樂器的構思很糟糕。然後山葉寅楠被允許在大學裡參加關於不同音樂理論的講座，為期一個月。回到濱松後，山葉寅楠在這一年剩下的兩個月裡建造了第二簧風琴。它被評價為「與國外的一樣好」。不久之後，他收到了7簧風琴的訂單，其中包括為靜岡縣長製作的風琴。
1888年3月，山葉寅楠利用一座廢棄的濱松寺，在大木作和櫥櫃製造商的幫助下製作風琴。

## 日本樂器製造
1887年，山葉寅楠成立了日本樂器製造株式會社（日樂），並使用一幅鳳凰用嘴叼著音叉的圖畫作為公司的標誌。創立公司後，山葉寅楠建立一個具有現代裝配線的製造工廠。1889年，教育部長要求日樂總裁調查學校樂器的管理制度和工作條件。同年，日樂向日本的幾所學校出售了近250台簧風琴。有了這次成功，該公司開始研究鋼琴、口琴和木琴的生產。1899年，山葉寅楠在美國進行為期五個月的視察，訪問了W.W. Kimball and Company、Mason & Hamlin以及施坦威公司。1900年，山葉寅楠和日樂生產了它的第一架立式鋼琴。
1902年3月，山葉寅楠被授予綠綬褒章。他還擔任濱松鐵道（後來的遠州鐵道奧山線）的董事，這是濱松地區的地方鐵道。
1911年，山葉寅楠當選為濱松市議員，並被任命為議會的副主席。
山葉寅楠在作為日樂創始人的早期職業生涯中，將樂器製作教給當時只有11歲的學徒河合小市。河合長大後，成立了一家名為河合樂器製作所的株式會社，該公司很快就與日樂成為競爭對手。

## 逝世
1916年（大正5年）8月8日，山葉寅楠因病在濱松市去世，享年65歲。他去世後，副總裁天野千代丸接任的執行長。